# Grève générale de 1913 en Belgique
La grève générale de 1913 en Belgique est une grève générale visant à imposer une réforme électorale et notamment la fin du système de vote plural. Elle dure officiellement entre le 14 et le 20 avril 1913 et mobilise entre 300 000 et 450 000 travailleurs dans le pays. La grève de 1913 est la troisième grève générale de l'histoire de la Belgique et, à l'instar de la grève de 1902, elle poursuit comme objectif d'imposer une réforme du système électoral en mettant fin au vote plural. En dépit d'une large participation, elle revêt un caractère relativement pacifique.

## Organisation
Contrairement à la grève mal organisée de 1902, la grève générale de 1913 est menée par le Parti ouvrier belge (POB) et soigneusement planifiée. Dès le lendemain des élections de 1912, le POB met fin à une grève spontanée et passe les dix mois suivants à planifier une grève méticuleusement organisée, notamment par le leader socialiste Émile Vandervelde qui refusait toute idée de grève impulsive. Le parti réussit également à maintenir le contrôle tout au long de la grève, évitant ainsi des poussées de violence entre les grévistes et la police. L'ampleur de la grève varie selon le secteur économique et l'entreprise, mais elle est plus forte parmi les mineurs de charbon de Wallonie. Le mouvement est soutenu financièrement par un certain nombre de libéraux belges de premier plan, dont Émile Francqui et Raoul Warocqué, qui estiment que la seule façon de mettre un terme à la domination continue du Parti catholique est de mettre fin au système de vote plural.

## Déroulement
L’échec de la grève générale de 1902 était en partie dû au consensus entre hommes politiques catholiques et libéraux visant à bloquer la poursuite de la réforme électorale. En 1913, cependant, un tel accord n’existait pas entre ces partis et le Premier ministre catholique, Charles de Broqueville, était prêt à accorder des compromis.
La grève de 1913 débute pacifiquement le 14 avril dans la plupart des centres industriels. Le chômage est à peu près complet pour les charbonnages, les verreries et les carrières et n'est que partiel pour les usines de métallurgie et les fabriques de tissage. À Bruxelles, hormis aux abords de la Maison du Peuple, où règne davantage d'animation, la physionomie de la capitale demeure celle habituelle.
Le mouvement se termine dix jours plus tard, le 24 avril. Les ouvriers reprennent le chemin des usines et des ateliers dans l'ensemble du pays sans incident majeur car le Parti ouvrier cherchait à éviter toute forme de violence pour gagner les faveurs de l'opinion publique,.

## Résultats
Cette troisième grève générale de l'histoire de la Belgique ne réussit pas à atteindre ses objectifs car l'adoption du suffrage universel pur et simple masculin n'est instauré que par une loi en 1919.